# Campeonato Catarinense de Futebol de 2021 - Série C
O Campeonato Catarinense de Futebol de 2021 - Série C foi a 18ª edição do terceiro nível do futebol catarinense. Realizada e organizada pela Federação Catarinense de Futebol, a competição foi disputada por nove clubes entre os meses de setembro e novembro.
O título do campeonato ficou com a equipe do Blumenau após vencer o Caravaggio na final. O primeiro jogo foi no estádio Ervin Blaese em Indaial e terminou com a vitória do time da casa por 1 a 0, gol de Thiaguinho.  O segundo jogo foi realizado na cidade de Criciúma, no estádio Heriberto Hülse. Com o empate em 0 a 0, o time do Vale do Itajaí ficou com o título da série C estadual.
O campeonato marcou a volta do público aos estádios, após a edição passada ter sido disputada com portões fechados devido a pandemia de COVID-19.

## Participantes
| Equipe       | Cidade           | Em 2020        | Estádio                 | Capacidade     | Títulos  |
| ------------ | ---------------- | -------------- | ----------------------- | -------------- | -------- |
| Batistense   | São João Batista | 5º             | Valério Gomes Neto      | 1 200          | 0        |
| Blumenau     | Blumenau         | Não participou | Ervin Blaese            | 1 050          | 1 (2017) |
| Caravaggio   | Nova Veneza      | Estreante      | Mário Balsini           | 4,900          | 0        |
| Itajaí       | Itajaí           | 4º             | Roberto Santos Garcia   | 3,300          | 1 (2016) |
| Imbituba     | Imbituba         | Não participou | Emília Mendes Rodrigues | 5 000          | 0        |
| Jaraguá      | Jaraguá do Sul   | 6º             | João Marcatto           | 6,000          | 0        |
| Navegantes   | Navegantes       | 10º (Série B)  | Roberto Santos Garcia   | 3,300          | 0        |
| Pedra Branca | Palhoça          | Estreante      | Estádio Renato Silveira | 2 081          | 0        |
| Porto-SC     | Porto União      | 7º             | Armando Sartti          | Sem informação | 1 (2008) |

## Fórmula de disputa
No dia 12 de julho de 2021, a Federação Catarinense de Futebol realizou o conselho técnico, no qual foi decidido o regulamento da competição.
A forma de disputa será em turno único com os clubes jogando entre si. Os dois que somarem mais pontos vão para a final que serão disputadas em duas partidas onde a equipe melhor classificada fica com o direito de jogar o jogo de volta como mandante. 
As duas equipes finalistas garantem vaga na segunda divisão de 2022. Os clubes podem relacionar sete atletas acima de 23 anos por jogo.

### Critérios de desempate
Na fase de pontos corridos, em caso de igualdade na pontuação, são critérios de desempate: 

1) mais vitórias; 

2) melhor saldo de gols; 

3) mais gols pró; 

4) confronto direto; 

5) menos cartões vermelhos; 

6) menos cartões amarelos; 

7) sorteio. 

## Primeira fase
| Atualizado em 21 de novembro. | v d e |

| Pos. | Equipes      | P  | J | V | E | D | GP | GC | SG  | %  | Classificação                                             |
| ---- | ------------ | -- | - | - | - | - | -- | -- | --- | -- | --------------------------------------------------------- |
| 1    | Caravaggio   | 21 | 8 | 7 | 0 | 1 | 21 | 8  | +13 | 88 | Classificados para a final e promovidos à Série B de 2022 |
| 2    | Blumenau     | 19 | 8 | 6 | 1 | 1 | 16 | 5  | +11 | 79 | Classificados para a final e promovidos à Série B de 2022 |
| 3    | Itajaí       | 18 | 8 | 6 | 0 | 2 | 21 | 9  | +12 | 75 |                                                           |
| 4    | Imbituba     | 11 | 8 | 3 | 2 | 3 | 9  | 9  | 0   | 46 |                                                           |
| 5    | Navegantes   | 9  | 8 | 3 | 0 | 5 | 14 | 19 | –5  | 38 |                                                           |
| 6    | Pedra Branca | 8  | 8 | 2 | 2 | 4 | 9  | 15 | –6  | 33 |                                                           |
| 7    | Porto-SC     | 7  | 8 | 2 | 1 | 5 | 10 | 15 | –5  | 29 |                                                           |
| 8    | Batistense   | 6  | 8 | 2 | 0 | 6 | 6  | 14 | –8  | 25 |                                                           |
| 9    | Jaraguá      | 6  | 8 | 2 | 0 | 6 | 8  | 20 | –12 | 25 |                                                           |

## Final
O time de melhor campanha na classificação geral tem o direito do mando de campo na segunda partida da final.

### Partida de ida
| 24 de Novembro | Blumenau       | 1 – 0          | Caravaggio | Ervin Blaese, Indaial                                                  |
| 15:30          | Thiaguinho 62' | Súmula Borderô |            | Público: 92 Renda: R$ 1.762,50 Árbitro: SC Franciel dos Santos Martins |

### Partida de volta
| 28 de Novembro | Caravaggio | 0 – 0          | Blumenau | Heriberto Hülse, Criciúma                                          |
| 16:00          |            | Súmula Borderô |          | Público: 1 913 Renda: R$ 37.730,00 Árbitro: SC Júlio César Pfleger |